# Sindicat Obrer Aragonès
Sendicato d'os Treballadors d'Aragón (SOA-STA) és un sindicat independentista aragonès creat el desembre de 1999 i que es declara hereu del nacionalisme aragonès d'esquerres, de caràcter alternatiu, no sexista i internacionalista. Forma part junt amb diverses associacions jovenils del Bloque Independentista de Cuchas. Edita els diaris O Mallo (des de 2000) i O Bozero (des de 2002).